# Bourglinster
Bourglinster (lb. Buerglënster, an der Buerg; niem. Burglinster) – wieś (Uertschaft) w środkowym Luksemburgu, w kantonie Grevenmacher, w gminie Junglinster. Do 3 października 2015 miejscowość leżała w dystrykcie Grevenmacher. Liczy 782 mieszkańców (1 stycznia 2023).